# Mesochorus mulleolus
Mesochorus mulleolus là một loài tò vò trong họ Ichneumonidae.